# Robert M. La Follette junior

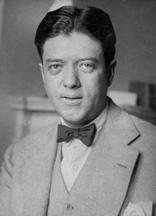
Robert M. La Follette jr.

Robert Marion La Follette jr. (* 6. Februar 1895 in Madison, Wisconsin; † 24. Februar 1953 in Washington, D.C.) war als Nachfolger seines Vaters Robert La Follette sr. von 1925 bis 1947 US-amerikanischer Senator für Wisconsin. Sein Bruder Philip F. La Follette war Gouverneur dieses Bundesstaates, seine Mutter Belle machte sich als Unterstützerin progressiver Reformen und Zeitungsverlegerin einen Namen.

## Leben
Nach dem Schulbesuch in Madison und Washington studierte Robert La Follette von 1913 bis 1917 an der University of Wisconsin–Madison. Danach war er ab 1919 als Privatsekretär seines Vaters tätig, der seit dem Jahr 1906 für Wisconsin im US-amerikanischen Senat saß. Als Robert La Follette sr. am 20. Juni 1925 starb, trat sein Sohn zur Nachwahl um dessen Mandat an und war siegreich, woraufhin er ab dem 30. September desselben Jahres dem Kongress angehörte. Zu diesem Zeitpunkt war La Follette noch Republikaner; später rief er gemeinsam mit seinem Bruder die ursprünglich von ihrem Vater begründete Progressive Party als Wisconsin Progressive Party wieder ins Leben und kandidierte erfolgreich für diese.
Wie sein Vater war Robert La Follette jr. ein Vertreter der Arbeiterrechte. In diesem Bereich machte er sich zudem einen Namen, als er zwischen 1936 und 1940 einem Untersuchungsausschuss (La Follette Civil Liberties Committee) vorstand, der Maßnahmen aufdeckte, welche Arbeiter daran hindern sollten, sich gewerkschaftlich zu organisieren.
Nach der Auflösung der Progressive Party kehrte La Follette 1946 zu den Republikanern zurück. Im selben Jahr bewarb er sich um deren Nominierung für seinen Senatssitz, unterlag jedoch in der Primary gegen Joseph McCarthy. Nach seinem Ausscheiden aus dem Senat am 3. Januar 1947 war er als Autor sowie als Berater der Truman-Regierung tätig. Am 24. Februar 1953 beging Robert La Follette mit einer Schusswaffe Selbstmord. In der Folge gab es Spekulationen, ob er dies aufgrund jahrelanger Depressionen getan habe oder eine mögliche Vorladung vor das Komitee für unamerikanische Umtriebe von Senator McCarthy aufgrund ihm zur Last gelegter kommunistischer Kontakte der Grund gewesen sei.
Robert La Follettes Sohn Bronson wurde ebenfalls Politiker und absolvierte insgesamt fünf Amtszeiten als Attorney General von Wisconsin. Im Gegensatz zu seinem Vater und seinem Großvater wurde er Demokrat.